# Регулирование правового режима оборота огнестрельного оружия в Швейцарии

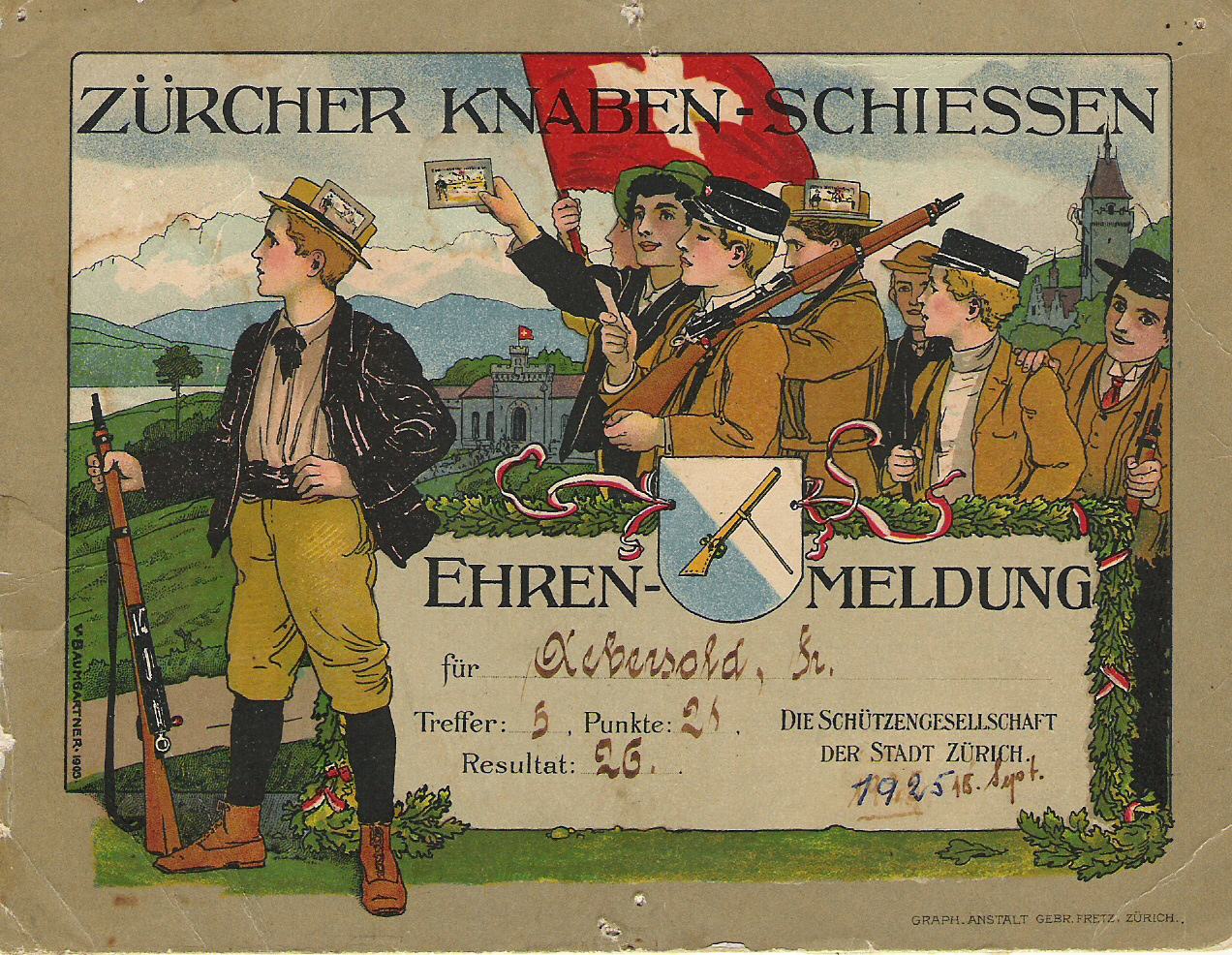
1925 Сертификат об участии в Knabenschiessen. Стрельба по мишеням — один из самых популярных видов спорта в Швейцарии.

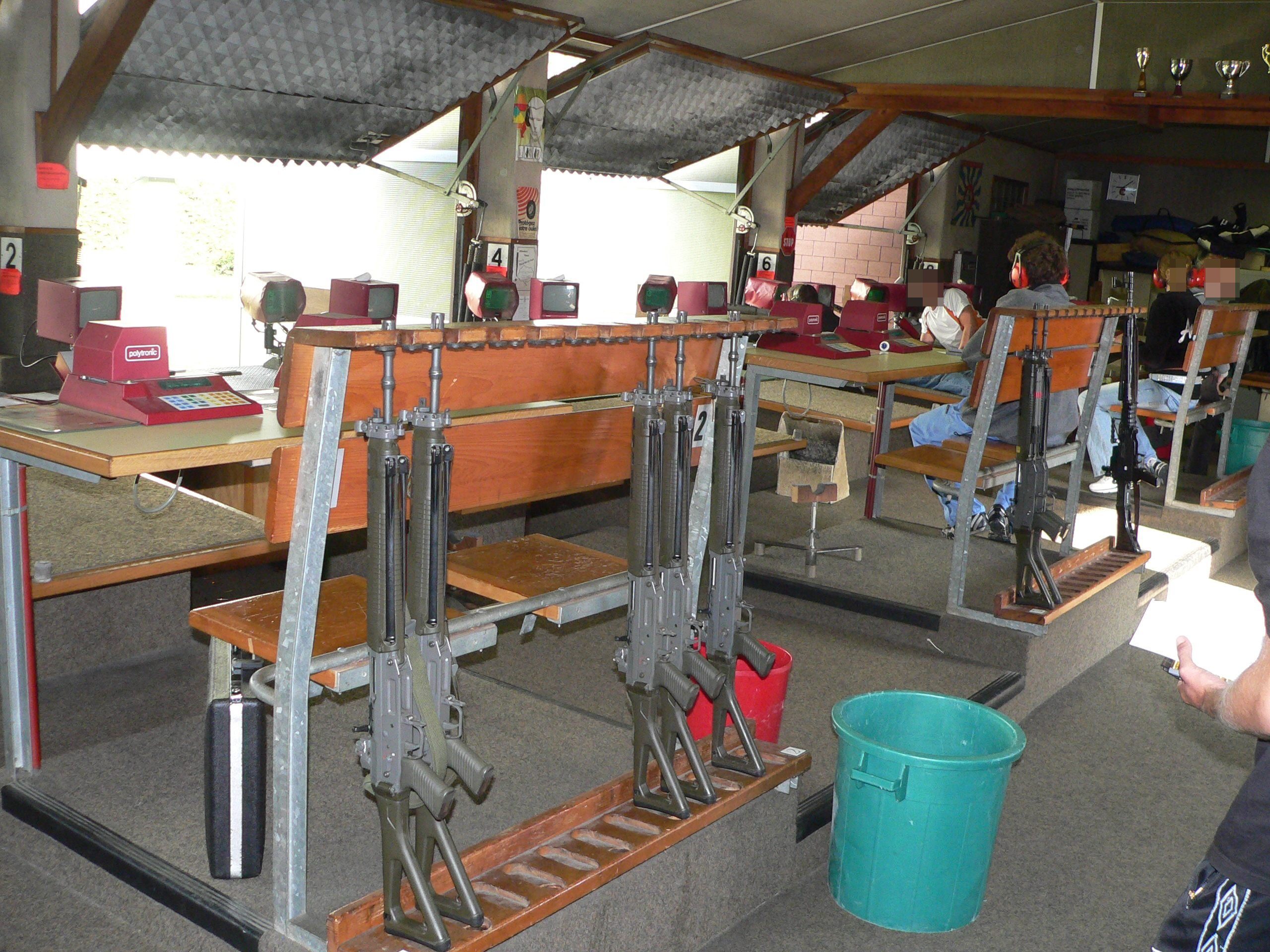
Федеральный тир Версуа, Швейцария; люди приходят на такие тиры, чтобы пройти обязательную подготовку (Obligatorischeschiessen) со служебным оружием или пострелять для спорта и соревнований.

Регулирование огнестрельного оружия в Швейцарии позволяет приобретение полуавтоматического и с возможной выдачей  — полностью автоматического огнестрельного оружия швейцарскими гражданами и иностранцами с постоянным местом жительства или без него. Законы, касающиеся приобретения огнестрельного оружия в Швейцарии, являются одними из самых либеральных в мире. Швейцарские законы об оружии в первую очередь касаются приобретения оружия, а не владения им. Как таковая лицензия не требуется для владения оружием сама по себе, но для покупки большинства типов огнестрельного оружия требуется разрешение на выдачу. Винтовки с продольно-скользящим затвором не требуют разрешения на приобретение и могут быть приобретены только после проверки биографических данных. Для получения разрешения на приобретение полуавтоматики не требуется причина, кроме случаев, когда причина — спортивная стрельба, охота или коллекционирование. Разрешения на скрытое ношение в общественных местах выдаются редко. Для приобретения полностью автоматического оружия, глушителей и лазерных целеуказателей требуются специальные разрешения, выданные кантональным управлением по огнестрельному оружию. Продажа боеприпасов с полыми и мягкими наконечниками ограничена охотой.
Действующим федеральным законодательством является SR 514.54 Федеральный закон об оружии, оружейных принадлежностях и боеприпасах (нем. Waffengesetz, WG, фр. Loi sur les armes, LArm, итал. Legge sulle armi, LArm) от 20 июня 1997 года (по состоянию на 1 сентября 2020 год), и SR 514.541 Положение об оружии, оружейных принадлежностях и боеприпасах (нем: Waffenverordnung, WV, фр.: Ordonnance sur les armes, OArm, итал.: Ordinanza sulle armi, OArm) от 2 июля 2008 года (по состоянию на 1 апреля 2021 год). Закон об оружии признает безусловное «право на приобретение, владение и ношение оружия».
Швейцарская оружейная культура возникла из давней традиции стрельбы, которая послужила формирующим элементом национальной идентичности в постнаполеоновском восстановлении Конфедерации, и давней практики организации ополчения Швейцарской армии, в которой служебные винтовки солдат хранятся в частном порядке в их домах. В дополнение к этому, многие кантоны (особенно альпийские кантоны Граубюнден и Вале) имеют сильные традиции охоты, на которые приходится большое, но неизвестное количество частных охотничьих ружей, поскольку зарегистрировано только оружие, приобретенное с 2008 года. Однако на референдуме 2019 года избиратели решили соблюдать правила Европейского союза, которые ограничивают приобретение полуавтоматического огнестрельного оружия с магазинами большой емкости. Разрешение на полуавтоматическое огнестрельное оружие, оснащенное магазинами повышенной емкости, выдается любому лицу, выполняющему ст. 8 Закона об оружии в соответствии с обещанием показать через пять и десять лет после приобретения оружия, что они являются членами стрелкового клуба, или что они использовали оружие не реже одного раза в год в течение этих пяти и десяти лет. Закон, касающийся приобретения магазинов повышенной емкости, сам по себе не изменился.

## Количество оружия в обращении
Таким образом, в Швейцарии относительно высокий уровень владения оружием. Официальной статистики нет, и оценки значительно различаются. Согласно отчету Small Arms Survey за 2017 год, количество единиц огнестрельного оружия в Швейцарии составляет 2,332 миллиона, что с учетом численности населения в 8,4 миллиона человек соответствует примерно 27,6 единицам огнестрельного оружия на 100 жителей. По другим оценкам, количество единиц огнестрельного оружия, находящихся в частном владении, превышает 3,400 миллионов, что дает в стране оценку в 41,2 единиц огнестрельного оружия на 100 человек. Международный опрос жертв преступлений проведенный в 2004—2005 годах, показал, что примерно 28 % всех домашних хозяйств в Швейцарии владеют оружием, что дает Швейцарии второй по величине процент владения огнестрельным оружием в Европе.
Когда в 2008 году Швейцария присоединилась к Шенгенской информационной системе, она была вынуждена ввести центральный реестр огнестрельного оружия. Зарегистрировано только огнестрельное оружие, которое переходило из рук в руки с 2008 года. Количество зарегистрированного огнестрельного оружия в этой базе данных составило 876,000 единиц по состоянию на август 2017 года, что с учетом численности населения в 8,4 миллиона человек соответствует примерно 10,3 зарегистрированным единицам огнестрельного оружия на 100 жителей.

## Регулирование оборота
Швейцарский закон об оружии (WG, LArm) и Закон об оружии (WV, OArm) были пересмотрены с целью присоединения к Шенгенскому договору, вступившему в силу 12 декабря 2008 года. Закон о личном военном имуществе (VPAA, OEPM) регулирует обращение с военным имуществом, а также в частности, обращение с личным оружием военнослужащими.
Закон распространяется на следующее оружие:
- Огнестрельное, такое как пистолеты, револьверы, винтовки, помповые ружья (нем. Vorderschaftrepetierer), винтовки с рычажным механизмом, самозарядные ружья (дробовики и винтовки).
- Пневматическое и с углекислым газом с дульной энергией не менее 7,5 джоулей или если существует риск их перепутать с огнестрельным оружием.
- Имитационное, охолощённое оружие (нем. Schreckschuss) и пневматические ружья, когда есть риск их перепутать с огнестрельным оружием.
- Ножи-бабочки, метательные ножи, выкидные ножи или автоматические ножи общей длиной более 12 см и длиной лезвия более 5 см.
- Кинжалы с симметричным клинком менее 30 см.
- Устройства, предназначенные для нанесения вреда людям, такие как дубинки (нем. Schlagrute), сюрикэны, кастеты, стропы с подлокотником.
- Устройства для поражения электрическим током и средства для распыления с раздражителями, указанные в Приложении 2 к постановлению об оружии (WV/OArm), за исключением перцового баллончика.

Общезапрещенным оружием являются:
- Автоматическое огнестрельное оружие и военные пусковые устройства для боеприпасов, снарядов или ракет, обладающих взрывным действием, а также их основные или специально разработанные компоненты.
- Автоматическое огнестрельное оружие, модифицированное до полуавтоматического, и его основные компоненты; Вышеизложенное не распространяется на огнестрельное оружие швейцарской армии, право собственности на которое приобретается владельцем непосредственно у военных властей, а также на компоненты, необходимые для поддержания функциональности такого оружия.
- следующее полуавтоматическое оружие центрального огня:
  - Пистолеты, оснащенные заряжающим устройством повышенной емкости
  - Стрелковое огнестрельное оружие, оснащенное заряжающим устройством повышенной емкости
- Полуавтоматическое стрелковое оружие, которое можно укоротить с помощью складывающейся или телескопической рукоятки или без вспомогательных средств до длины менее 60 см без потери функциональности.
- Огнестрельное оружие, напоминающее предметы повседневного использования, и его основные компоненты;
- Гранатометы в соответствии с подпунктом c пункта 2 статьи 4.
- Лазерные приборы, приборы ночного видения, глушители и гранатометы как дополнение к огнестрельному оружию.
- Автоматические ножи с лезвием более 5 см и общей длиной более 12 см.
- Ножи-бабочки с лезвием более 5 см и общей длиной более 12 см.
- Метательные ножи; независимо от формы и размера.
- Симметричные кинжалы с длиной лезвия менее 30 см.
- Кастеты
- Ударные стержни или электрошокеры.
- Сюрикэны.
- Рогатки с прикладом (нем. Schleudern mit Armstütze).
- Тазеры.
- Скрытое огнестрельное оружие, имитирующее предметы повседневного использования, например стреляющий телефон.

### Приобретение

#### Покупка оружия
Для приобретения большинства видов оружия покупатель должен получить разрешение на приобретение оружия (ст. 8 WG/LArm). Граждане Швейцарии и иностранцы имеющие разрешение C в возрасте старше 18 лет, которые не находятся под опекой и не идентифицированы как представляющие опасность для себя или других, и которые не имеют судимости за насильственное преступление или нескольких судимостей, пока они не были погашены, могут запросить разрешение на приобретение оружия. Иностранные граждане, у которых нет вида на жительство, но которые проживают в Швейцарии, должны предоставить компетентному кантональному органу официальную справку из своей страны, подтверждающую, что они имеют право приобретать оружие или основные компоненты оружия в этой стране для покупки (ст. 9a WG/LArm).
Вместе с формой заявки на оружие в кантональное оружейное бюро необходимо предоставить следующую информацию:
- действительное официальное удостоверение личности или копия паспорта.
- адрес проживания.
- представление справки о несудимости не старше 3 месяцев.

Для каждой передачи оружия или основных компонентов оружия без разрешения на приобретение оружия (ст. 10 WG/LArm) должен быть заключен письменный контракт. Каждая Сторона хранит их не менее десяти лет. Контракт должен включать следующую информацию (ст. 11 WG/LArm):
- Фамилия, имя, дата рождения, адрес проживания и подпись лица, продающего оружие или основные компоненты оружия.
- Фамилия, имя, дата рождения, адрес проживания и подпись лица, покупающего оружие или его основной компонент.
- Вид оружия, производитель или производитель, название, калибр, номер оружия, дата и место передачи.
- Тип и номер официального удостоверения личности лица, которое приобретает оружие или его основной компонент.
- и указание на обработку персональных данных в связи с контрактом в соответствии с политикой конфиденциальности Федерации или кантонов, если огнестрельное оружие передается.

Эта информация должна быть отправлена в течение 30 дней в кантональное бюро регистрации оружия, где зарегистрированы держатели оружия, хотя это не касается газобаллонной и воздушной пневматики(ст. 11 WGLArm).

##### Категории

###### Разрешение на приобретение не требуется
Следующее оружие можно приобрести без разрешения на приобретение (ст. 10 WG/LArm):
- Однозарядные и многоствольные охотничьи ружья и копии однозарядных дульных заряжающих устройств.
- Ручные винтовки с продольно-скользящим затвором, которые обычно используются в неслужебной и спортивной стрельбе, признанной военным законом от 3 февраля 1952 года, и стрелковыми клубами для охотничьих целей в Швейцарии.
- Однозарядный истребитель кроликов.
- Оружие со сжатым воздухом и углекислым газом, которое развивает дульную энергию не менее 7,5 Дж, или чей внешний вид может быть ошибочно принят за настоящее огнестрельное оружие.

###### Обязательная выдача разрешения на приобретение
Следующее оружие может быть приобретено с разрешением на приобретение (ст. 8 WG/LArm):
- следующее полуавтоматическое оружие центрального огня:
  - Пистолеты, оснащенные заряжающим устройством малой емкости (20 и менее)
- Револьверы
- Винтовки с рычажным механизмом
- Помповые винтовки
- Винтовки с продольно-скользящим затвором, не разрешенные для стрельбы вне службы
- Самозарядное ружье емкостью 10 и менее

###### Возможная выдача специального разрешения на приобретение
Следующее оружие может быть приобретено только при наличии специального разрешения на приобретение, которое может быть выдано в соответствии с профессиональными требованиями, в частности в отношении выполнения обязанностей по защите, таких как защита людей, критической инфраструктуры или транспортировка ценностей; стрельба по мишеням стрелковыми клубами; коллекционирование; требования Национальной обороны; Образовательные, культурные, исследовательские или исторические цели (ст. 28c WG/LArm):
- Автоматическое огнестрельное оружие и военные пусковые устройства для боеприпасов, снарядов или ракет, обладающих взрывным действием, а также их основные или специально разработанные компоненты.
- Автоматическое огнестрельное оружие, модифицированное до полуавтоматического, и его основные компоненты; Вышеизложенное не применяется к огнестрельному оружию швейцарской армии, право собственности на которое приобретается владельцем непосредственно у военных властей, а также к компонентам, необходимым для поддержания работоспособности такого оружия.
- следующее полуавтоматическое оружие центрального огня:
  - Пистолеты, оснащенные заряжающим устройством для заряжания повышенной емкости (21 и более)
  - Стрелковое огнестрельное оружие, оснащенное заряжающим устройством большой емкости (11 и более)
- Полуавтоматическое стрелковое оружие, которое можно укоротить с помощью складывающейся или телескопической рукоятки или без вспомогательных средств до длины менее 60 см без потери функциональности.
- Огнестрельное оружие, напоминающее предметы повседневного использования, и его основные компоненты;
- Гранатометы в соответствии с подпунктом c пункта 2 статьи 4.

###### Обязательная выдача специального разрешения на приобретение для спортивных стрелков
Следующее оружие из общезапрещенной категории может быть куплено с выдачей специального разрешения для спортивного стрелка; подтверждение регулярного использования или членства в клубе необходимо предоставить через 5 и 10 лет. Эта проверка должна выполняться только для первого оружия, приобретенного с таким разрешением (ст. 28d WG/LArm и ст. 13c WV/OArm):
- Автоматическое огнестрельное оружие, модифицированное до полуавтоматического, и его основные компоненты; Вышеизложенное не распространяется на огнестрельное оружие швейцарской армии, право собственности на которое приобретается владельцем непосредственно у военных властей, а также на компоненты, необходимые для поддержания функциональности такого оружия.
- следующее полуавтоматическое оружие центрального огня:
  - Пистолеты, оснащенные заряжающим устройством повышенной емкости (21 и более)
  - Стрелковое огнестрельное оружие, оснащенное заряжающим устройством повышенной емкости (11 и более)

###### Возможная выдача специального разрешения на приобретение для коллекционеров
Следующее оружие из общезапрещенной категории может быть куплено с выдачей специального разрешения для коллекционеров с доказательством того, что оно хранится в безопасном месте и защищено от доступа посторонних лиц (ст. 28e WG/LArm):
- Автоматическое огнестрельное оружие и военные пусковые устройства для боеприпасов, снарядов или ракет, обладающих взрывным действием, а также их основные или специально разработанные компоненты.
- Автоматическое огнестрельное оружие, модифицированное до полуавтоматического, и его основные компоненты; Вышеизложенное не распространяется на огнестрельное оружие швейцарской армии, право собственности на которое приобретается владельцем непосредственно у военных властей, а также на компоненты, необходимые для поддержания функциональности такого оружия.
- следующее полуавтоматическое оружие центрального огня:
  - Пистолеты, оснащенные заряжающим устройством большой емкости (21 и более)
  - Стрелковое огнестрельное оружие, оснащенное заряжающим устройством большой емкости (11 и более)
- Полуавтоматическое стрелковое оружие, которое можно укоротить с помощью складывающейся или телескопической рукоятки или без вспомогательных средств до длины менее 60 см без потери функциональности.

###### Возможная выдача специального разрешения на приобретение на не огнестрельное оружие и принадлежностей к нему
Следующее оружие можно купить с обычным специальным разрешением на приобретение, которое может быть выдано для профессиональных требований, использования в промышленных целях, компенсации физических недостатков или коллекционирования (ст. 28b WG/LArm):
- Ножи и кинжалы в соответствии с подпунктом c пункта 1 статьи 4;
- Ударные и метательные устройства в соответствии с подпунктом d пункта 1 статьи 4, за исключением дубинок;
- Устройства поражения электрическим током в соответствии с пунктом 1 статьи 4 буква е;
- Принадлежности для оружия в соответствии с пунктом 2 статьи 4.

#### Покупка боеприпасов

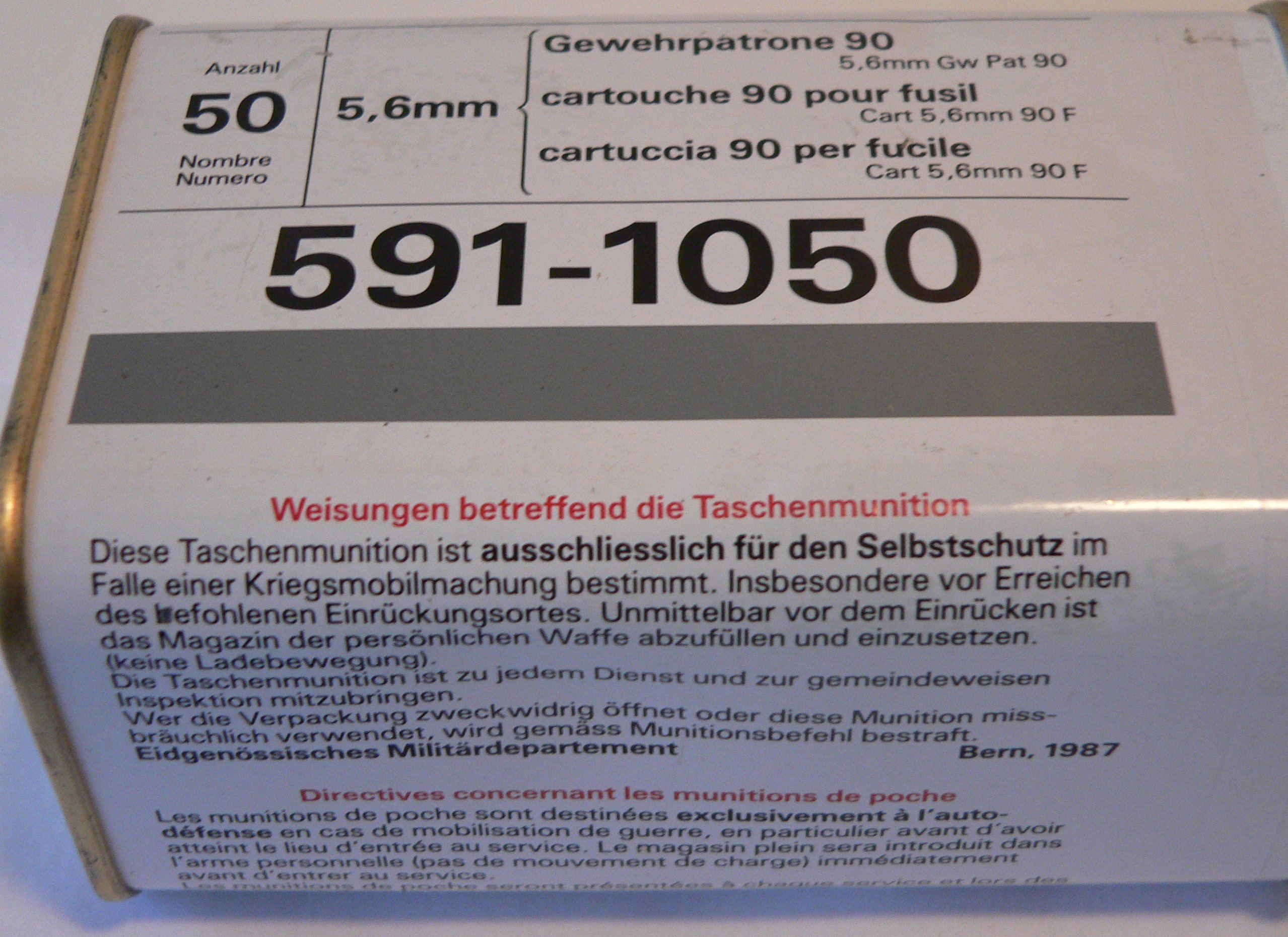
Готовые боеприпасы Швейцарской армии. Солдатам, вооруженным штурмовой винтовкой Sig 550, раньше выдавалось 50 патронов в запечатанных банках, которые открывались только по тревоге и для использования в пути, чтобы присоединиться к их подразделению. Эта практика была прекращена в 2007 году.

Для покупки боеприпасов покупатель должен соблюдать те же правовые нормы, которые применяются при покупке оружия (ст. 15 WG/LArm). Иностранцам, имеющим гражданство следующих стран, напрямую запрещено покупать и владеть боеприпасами: Сербия, Босния и Герцеговина, Косово, Северная Македония, Турция, Шри-Ланка, Алжир и Албания.
Покупатель должен предоставить продавцу следующую информацию (ст. 15, 16 WG/LArm; ст. 24 WV/OArm):
- паспорт или другое действительное официальное удостоверение личности (владелец должен быть старше 18 лет) (ст. 10a WG/LArm).
- копия справки о несудимости не старше 3 месяцев или разрешение на приобретение оружия не старше 2 лет по запросу продавца (ст. 24 § 3 WV/OArm).

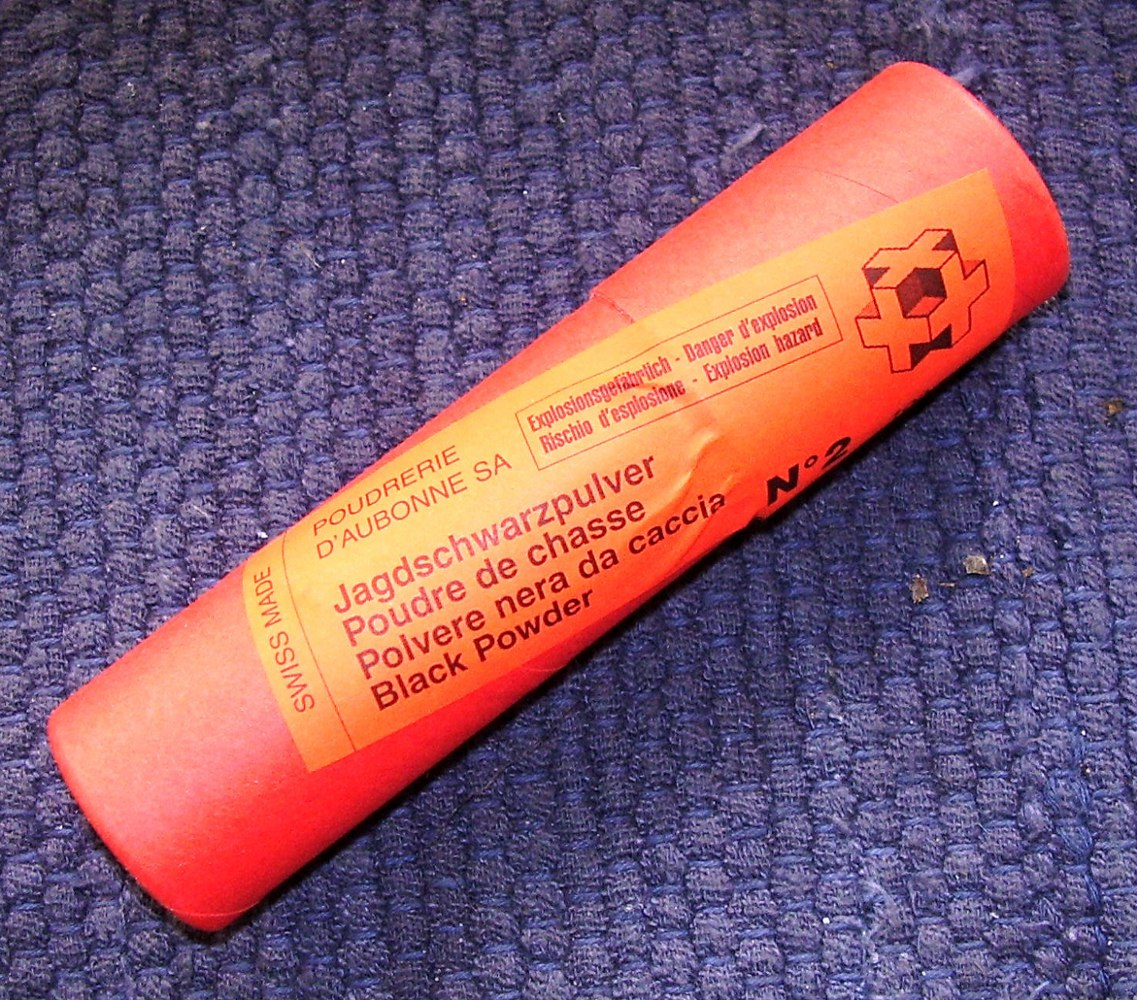
Швейцарский 100-граммовый контейнер для черного порошка.

Как правило, запрещено владение следующими боеприпасами:
- Бронебойные пули.
- Боеприпасы со снарядом, содержащим взрывное или зажигательное устройство.
- Боеприпасы с одним или несколькими снарядами, высвобождающими вещества, которые в конечном итоге наносят вред здоровью людей, особенно те, которые упомянуты в приложении 2 к WV/OArm.
- Боеприпасы, ракеты и пусковые установки для боевых взрывчатых веществ.
- Боеприпасы со снарядами для передачи электрических ударов.
- Боеприпасы для пистолетов, которые могут вызвать деформации.

### Ношение оружия
Для ношения огнестрельного оружия в общественных местах или на улице (а также для того, чтобы военнослужащий мог носить огнестрельное оружие, кроме выданного ему оружия во внеслужебное время), человек должен иметь разрешение на ношение оружия (нем. Waffentragbewilligung, фр. permis de port d'armes, итал. permesso di porto di armi; ст. 27 WG/LArm), которое в большинстве случаев выдается только частным лицам, работающим в сфере безопасности. Тем не менее, довольно часто можно увидеть человека, проходящего военную службу или спортивного стрелка, идущего со своей винтовкой, хотя и разряженной. Выдача таких специальных разрешений чрезвычайно избирательна (см #Условия_получения_Разрешения_на_ношение).
Однако разрешается ношение огнестрельного оружия в общественных местах или на улице, если его владелец (ст. 27 § 4 WG/LArm):
- Имеет действующую лицензию на охоту и имеет при себе огнестрельное оружие для охоты.
- Участвует в демонстрации и носит огнестрельное оружие в связи с историческим событием.
- Участвует в соревнованиях по стрельбе из пневматического ружья при условии, что у соревнований безопасный периметр.
- Является сотрудником службы безопасности аэропорта уполномоченной страны, сотрудником пограничной службы или инспектором по охоте, который носит огнестрельное оружие во время работы.

Кроме того, любой владелец пистолета, имеющий лицензию может «транспортировать» незаряженное огнестрельное оружие в особых ситуациях (см. #Транспортировка оружия).

#### Условия получения Разрешения на ношение
Есть три условия (ст. 27 § 2 WG/LArm):
- выполнение условий разрешения на покупку (см. раздел выше).
- убедительное причина необходимости ношения огнестрельного оружия для защиты себя, других людей или недвижимого имущества от конкретной опасности.
- сдача экзамена, подтверждающего как навыки обращения с оружием, так и знания о законном использовании оружия.

Разрешение на ношение остается в силе в течение пяти лет (если иное не передано или не отозвано) и применяется только к тому типу огнестрельного оружия, на которое было выдано разрешение. Для изменения любого конкретного разрешения могут применяться дополнительные ограничения (ст. 27 § 3 WG/LArm).

### Транспортировка оружия
Оружие можно транспортировать в общественных местах при наличии соответствующего обоснования. Это означает, что к публичной транспортировке оружия применяются следующие требования (ст. 28 WG/LArm):
- Оружие должно быть разряжено и транспортироваться отдельно от любых боеприпасов, боеприпасы не перевозятся в магазине.
- Транспортировка должна осуществляться разумным маршрутом и иметь действительную цель:
  - На курсы или занятия по стрельбе, охоте или в военных целях.
  - На армейский склад или с него.
  - Показать оружие возможному покупателю.
  - Владельцу действующего разрешения на торговлю оружием или от него.
  - К конкретному событию или с него, например, к показу оружия.
  - При смене места жительства.

### Запрет на огнестрельное оружие в ЕС
Поправка 2017 года к Европейской директиве об огнестрельном оружии, известная как «Запрет на огнестрельное оружие ЕС», вводит новые ограничения на владение и приобретение огнестрельного оружия, особенно на полуавтоматическое огнестрельное оружие, оружия личной самообороны, емкость магазинов, холостые ружья и историческое огнестрельное оружие. Ограничения должны быть введены в правовую систему Швейцарии к августу 2018 года в связи с ее членством в Шенгенской зоне.
Директива также включает исключение, охватывающее конкретный швейцарский вопрос — она позволяет стрелку по мишеням владеть одним огнестрельным оружием, используемым в течение обязательного военного периода после ухода из армии, при условии, что оно было преобразовано только в полуавтоматическое (ст. 6 (6) Директивы о поправках). Однако эта часть Директивы была оспорена Чешской Республикой в Европейском суде из-за ее дискриминационного характера. Чешская Республика добивается отмены «исключения Швейцарии», а также других частей Директивы.
Правозащитные организации планировали провести референдум, чтобы отклонить измененную директиву ЕС. По словам вице-президента Швейцарской народной партии Кристофа Блохера, Швейцарии следует рассмотреть возможность выхода из безграничной Шенгенской зоны ЕС, если швейцарцы отклонят предложенные меры на референдуме.
На референдуме, состоявшемся 19 мая 2019 года, избиратели поддержали более строгие ограничения ЕС на полуавтоматическое оружие, рекомендованные правительством.

## Сбор оружия и боеприпасов, выданных армией
Швейцарская армия уже давно является ополчением, обученным и структурированным для быстрого реагирования на иностранную агрессию. Швейцарские мужчины растут в ожидании прохождения базовой военной подготовки, обычно в возрасте 20 лет в школе для новобранцев, базовом тренировочном лагере, после чего швейцарские мужчины остаются в составе «ополчения» в резерве до 30 лет (возраст для офицеров — 34 года).
До 2007 года члены Швейцарского ополчения получали 50 патронов для своего боевого оружия в запечатанном ящике с боеприпасами, который регулярно проверялся правительством. Это было сделано для того, чтобы в случае возникновения чрезвычайной ситуации ополчение могло быстро отреагировать.
В декабре 2007 года Федеральный совет Швейцарии постановил, что выдача боеприпасов солдатам будет прекращена, а ранее выпущенные боеприпасы будут возвращены. К марту 2011 года получено более 99 % боеприпасов. Только 2000 специалистам-ополченцам (которые охраняют аэропорты и другие особо уязвимые объекты) разрешено держать дома свои военные боеприпасы. Остальные ополченцы получают боеприпасы из своего военного склада в случае возникновения чрезвычайной ситуации.
По истечении срока службы ополченцы могут оставить себе личное оружие и другие выбранные предметы своего снаряжения. Однако для хранения оружия после окончания службы требуется разрешение на приобретение оружия (ст. 11-15 VPAA/OEPM).
Правительство спонсирует тренировки с винтовками и стрельбу в соревнованиях для заинтересованных подростков, как мужчин, так и женщин. Продажа боеприпасов военного назначения, включая патроны Gw Pat.90 для армейских штурмовых винтовок, субсидируется правительством Швейцарии и доступна на многих стрельбищах, имеющих лицензию Федерального совета. Эти боеприпасы, продаваемые на полигонах, должны быть немедленно использованы под наблюдением (ст. 16 WG/LArm).
Швейцарская армия строго придерживается высоких стандартов законного военного поведения. Например, в 2005 году, когда швейцарцы привлекли к уголовной ответственности новобранцев, которые воспроизводили сцены пыток в Абу-Грейбе, одним из обвинений было ненадлежащее использование служебного оружия.

### Развлекательная стрельба
Развлекательная стрельба широко распространена в Швейцарии. Практика с оружием — популярная форма отдыха, которая поощряется правительством, особенно для членов ополчения.
До начала века около 200,000 человек посещали ежегодный Eidgenössisches Feldschiessen, крупнейшее соревнование по стрельбе из винтовки в мире. В 2012 году оно насчитало 130,000 участников. На федеральный стрелковый фестиваль 2015 года (Eidg. Schützenfest) было зарегистрировано 37,000 стрелков. Кроме того, есть несколько частных тиров, которые сдают в аренду оружие.

## Оружейная культура в Швейцарии
В Швейцарии сильная оружейная культура по сравнению с другими странами мира. В 2016 году Swiss Olympic провела исследование клубов и членов в Швейцарии: Швейцарская федерация спортивной стрельбы занимает 2-е место по количеству клубов и 9-е место по количеству членов клуба. Членами Федерации являются стрелки, которым необходима лицензия для участия в соревнованиях, те, кому она не нужна, вероятно, не будут ее членами, поскольку в ней нет необходимости. Такие группы, как ProTell, лоббируют защиту прав Швейцарии на оружие. Кроме того, Schweizerischer Schützenverein, швейцарская ассоциация стрелков, каждые пять лет проводит Eidgenössische Schützenfeste, а Eidgenössisches Feldschiessen проводится ежегодно. Каждый человек со швейцарским гражданством в возрасте 10 лет и старше может принять участие в любых федеральных стрельбищах и бесплатно стрелять из артиллерийской винтовки.
Еще одна возможность для детей — это Юные стрелки: SAT (стрельба и внеплановая деятельность) включает уроки, на которых швейцарские дети могут научиться стрелять из SIG SG 550, начиная с 15 лет для обычных курсов, но в возрасте 10 лет. Это мероприятие бесплатное, и молодые стрелки могут забрать винтовку домой в перерывах между уроками, если им есть 17 лет. Однако в целях безопасности затвор должен оставаться на полигоне, где проходит занятие. Это обучение длится 6 лет в течение 3-4 месяцев каждый год, и при желании они могут стать инструкторами для нового поколения Юных Стрелков.
Однако традиционно либеральное швейцарское законодательство об оружии было несколько ужесточено в 2008 году, когда Швейцария выполнила Европейскую директиву об огнестрельном оружии. На протяжении всей современной политической истории Швейцарии были сторонники более жесткого контроля над оружием.
Последнее предложение об усилении контроля над оружием было отклонено на всенародном референдуме в феврале 2011 года.
На референдуме, состоявшемся 19 мая 2019 года, избиратели поддержали более строгие ограничения ЕС на полуавтоматическое оружие, рекомендованные правительством. Этот закон примечателен тем, что ЕС пригрозил исключить Швейцарию из Шенгенской зоны, если она не примет рекомендуемые ограничения. Это сделало законодательство неизбежным, поскольку швейцарская экономика зависит от торговли с ЕС, будучи страной, не имеющей выхода к морю.

## Смерти, связанные с огнестрельным оружием
Подавляющее большинство смертей, связанных с огнестрельным оружием, в Швейцарии — это самоубийства. Суицидальный метод стрельбы из огнестрельного оружия составил 21,5 % самоубийств в Швейцарии в период 2001—2012 годов (при значительном гендерном дисбалансе: 29,7 % самоубийств мужчин против 3,0 % самоубийств женщин).
Напротив, преступность с применением огнестрельного оружия сравнительно ограничена. В 2016 году было совершено 187 покушений и 45 завершенных убийств, при уровне убийств 0,50 на 100,000 населения, что дает Швейцарии один из самых низких показателей убийств в мире. Из зарегистрированных убийств (покушений на убийство или совершенных) 20,3 % были совершены с применением огнестрельного оружия (47 случаев по сравнению с 41 случаем в период 2009—2015 годов). Кроме того, было зарегистрировано 7 случаев нанесения телесных повреждений и 233 случая грабежа, совершенного с применением огнестрельного оружия.
В 2016 году было совершено 16 убийств с применением огнестрельного оружия. Из них 14 были совершены с применением пистолета, один с длинноствольным оружием и один случай с пометкой «другое/не указано». Ни одно из задействованных вооружений не было оружием, выданным Швейцарскими вооруженными силами. Аналогичным образом, из 31 покушения на убийство с применением огнестрельного оружия 25 были совершены с использованием пистолетов, два — с использованием длинноствольного оружия и четыре «других/неуказанных», без зарегистрированного применения боевого оружия. За период 2009—2016 годов в среднем 16,5 из 49,4 завершенных убийств были совершены с применением огнестрельного оружия, 13,8 — с применением пистолетов, 1,9 — с применением длинноствольного оружия и 0,9 «других/неуказанных»; в среднем 0,75 случая в год (6 случаев за восемь лет) были связаны с применением огнестрельного оружия.